# Juke Kartel
London Cries (antes Juke Kartel) es una banda de rock proveniente de Melbourne, Australia, formada a comienzos del año 2000. Desde octubre de 2007 su alineación consiste en el cantante Toby Rand, el guitarrista y teclista Todd Burman, el guitarrista Dale Winters, el baterista Jason Pinfold y el bajista Tommy Kende. Toby Rand se hizo famoso por participar en la competencia Rock Star: Supernova, programa estadounidense de la CBS, en el que Rand terminó en el tercer lugar.

## Influencias musicales
Las principales influencias de la banda provienen de músicos y bandas australianas como INXS, AC/DC y Midnight Oil, al igual que agrupaciones de otras partes del mundo como Led Zeppelin, Guns N' Roses y U2. En una entrevista, Toby Rand comentó que si su banda pudiera tocar cualquier tipo de música, le encantaría que fuera una mezcla entre los estilos de AC/DC, Pink Floyd, Incubus, INXS y Guns 'N' Roses.

## Músicos
- Toby Rand - Voz
- Tommy Kende - Bajo
- Dale Winters - Guitarra
- AJ Oliveira - Guitarra
- Jason Pinfold - Batería

## Discografía
| Lanzamiento | Título                   | Sello               |
| 2003        | Tarko EP                 | Sin sello           |
| 2006        | Juke Kartel EP           | Sin sello           |
| 2007        | Throw It Away (sencillo) | iTunes              |
| 2008        | Save Me (sencillo)       | Emporium Music      |
| 2008        | December (sencillo)      | Emporium Music      |
| 2009        | Nowhere Left to Hide     | Emporium Music      |
| 2010        | Acoustic Sessions        | Juke Kartel Records |
| 2010        | Levolution               | Carved Records      |